# Spherillo orientalis
Spherillo orientalis är en kräftdjursart som beskrevs av Kae Kyoung Kwon och Stefano Taiti 1993. Spherillo orientalis ingår i släktet Spherillo och familjen Armadillidae. Inga underarter finns listade i Catalogue of Life.